# باشگاه فوتبال اتلتیکو چالاکو
باشگاه فوتبال اتلتیکو چالاکو (انگلیسی: Atlético Chalaco) یک باشگاه فوتبال در شهر کایائو، پرو است که در سال ۱۹۰۲ تاسیس شده‌است.
از افتخارات این باشگاه میتوان به کسب ۲ قهرمانی در لیگ دسته اول فوتبال پرو اشاره کرد.